# 코기토 에르고 숨

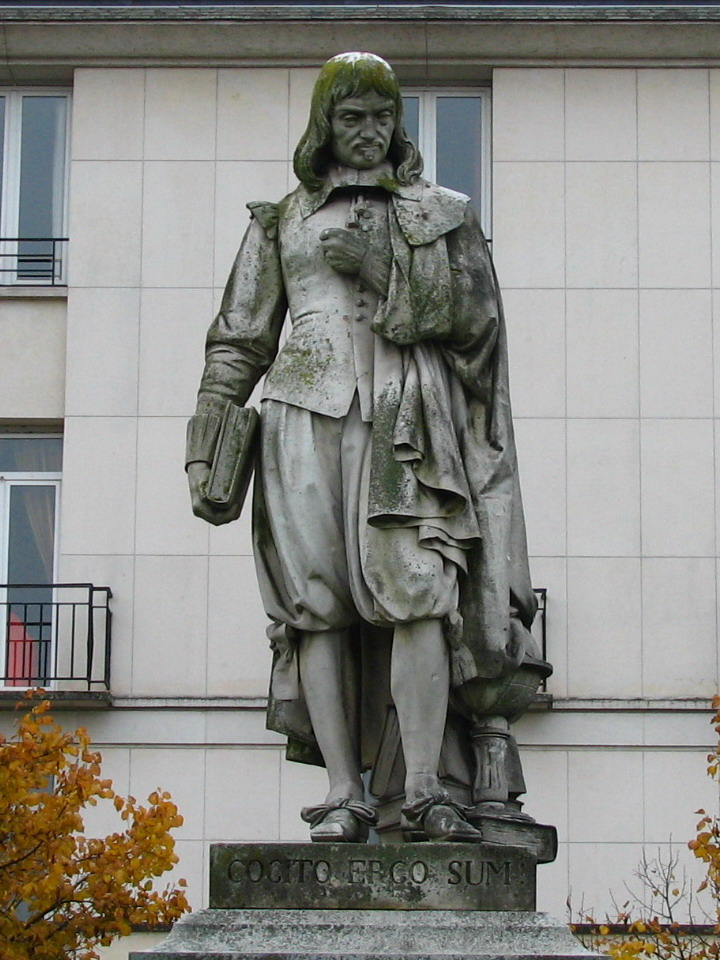

코기토 에르고 숨(라틴어: Cogito, ergo sum, →나는 생각한다. 그러므로 나는 존재한다.)은 데카르트가 방법적 회의 끝에 도달한 철학의 출발점이 되는 라틴어 명제이다. 데카르트는 애초에 《방법서설》에서 이 명제를 프랑스어로 썼지만( "Je pense, donc je suis"), 라틴어로 된 명제가 널리 알려지게 되었다. 데카르트는 후일 《철학 원리》에서 “우리가 의심하고 있는 동안 우리는 (의심하고 있는) 자신의 존재를 의심할 수 없다”고 하면서 다음과 같은 라틴어 명제를 제시하였다. “라틴어: dubito, ergo cogito, ergo sum 두비토, 에르고 코기토, 에르고 숨[*], 나는 의심한다. 그러므로 나는 생각한다. 그러므로 나는 존재한다.”
히포의 아우구스티누스 역시 "생각하는 나"라는 개념에서 코기토를 사용한 바 있다. 아우구스티누스 역시 회의주의를 배격하기 위해 확고한 진리의 바탕이 되는 개념으로서 코기토를 사용하였다. 데카르트는 중세 초의 이러한 주장을 근세의 자연 철학을 위해 다시 살려낸 것이다.
데카르트는 여타의 지식이 상상에 의한 허구이거나 거짓 또는 오해라고 할지라도 한 존재가 그것을 의심하는 행위는 최소한 그 존재가 실재임을 입증하는 것이라고 주장했다. 인식(이 경우엔 자각)이 있으려면 생각이 있어야 하기 때문이라는 이유이다. 데카르트의 코기토 에르고 숨은 인식론에서 중요하게 다루어졌으며 서양 철학의 근간에 영향을 준 명제 가운데 하나로 평가되고 있다.

## 출전
데카르트는 1637년 《방법서설》에서 처음으로 이 명제를 썼다. 그는 1641년 《제1철학에 관한 성찰》에서 명시적인 출처 표기 없이 비슷한 형태의 명제를 라틴어로 서술했다. 보다 명확한 형태의 라틴어 문구는 1644년 《철학 원리》에 처음으로 쓰였다. 데카르트는 《철학 원리》의 각주에서 "우리가 의심하고 있는 동안 우리는 (의심하고 있는) 자신의 존재를 의심할 수 없다"고 자신의 주장을 분명히 설명하였다.

### 방법서설
1637년 《방법서설》에서 해당 명제가 실린 부분은 제4장 첫 문단이다.
Ainsi, à cause que nos sens nous trompent quelquefois, je voulus supposer qu'il n'y avoit aucune chose qui fût telle qu'ils nous la font imaginer; Et parce qu'il y a des hommes qui se méprennent en raisonnant, même touchant les plus simples matières de Géométrie, et y font des Paralogismes, jugeant que j'étois sujet à faillir autant qu'aucun autre, je rejetai comme fausses toutes les raisons que j'avois prises auparavant pour Démonstrations; Et enfin, considérant que toutes les mêmes pensées que nous avons étant éveillés nous peuvent aussi venir quand nous dormons, sans qu'il y en ait aucune pour lors qui soit vraie, je me résolus de feindre que toutes les choses qui m'étoient jamais entrées en l'esprit n'étoient non plus vraies que les illusions de mes songes. Mais aussitôt après je pris garde que, pendant que je voulois ainsi penser que tout étoit faux, il falloit nécessairement que moi qui le pensois fusse quelque chose; Et remarquant que cette vérité, je pense, donc je suis, étoit si ferme et si assurée, que toutes les plus extravagantes suppositions des Sceptiques n'étoient pas capables de l'ébranler, je jugeai que je pouvois la recevoir sans scrupule pour le premier principe de la Philosophie que je cherchais.
이를테면, 우리의 감각은 때때로 우리를 속이기에, 나는 우리에게 나타나는 모든 것이 실은 존재하지 않는다고 가정하기로 하였다. 그리고 합리적인 사람도 종종 오류에 빠지기 때문에, 또한 잘못된 논리에 빠지는데 이를테면 가장 단순한 기하학적 사실에서도 마찬가지이다. 다른 사람들과 마찬가지로 종종 오류를 저지르는 나로서는 여기에 제시된 모든 합리를 거짓이라고 치부할 것이다. 그리하여 마침내, 우리가 깨어있을 때 경험하는 것과 정확히 같은 사상을 꿈속에서 겪는다면 무엇이 진실인지 분간할 수 없을 것이고, 따라서 나는 내가 깨어있을 때 내 마음에 들어오는 모든 대상 역시도 내가 꿈속에서 보는 환상과 마찬가지로 진리가 아닐 수 있다고 가정할 것이다. 그러나 이와 같은 관찰에서 즉각적으로 알 수 있는 것은 내가 이 모든 것을 거짓이라 생각한다는 것이고, 이처럼 생각하는 내가 어딘가에는 존재하여야 한다는 것이 절대적으로 필요하다. 이러한 진실을 발견한 바에 따라 나는 생각한다. 그러므로 나는 존재한다는 명제는 터무니없는 회의주의적 의심으로도 흔들리지 않는 참이다. 따라서 나는 확신을 가지고 이를 철학의 제1원리로 결정할 수 있다.

### 제1철학에 관한 성찰
1641년 데카르트는 라틴어로 쓰인 《제1철학에 관한 성찰》을 출간하였다. 이 책의 2장에서 데카르트는 《방법서설》과 같이 명확하게 밝히지는 않았지만 다음과 같이 서술하고 있다.
 hoc pronuntiatum: ego sum, ego existo, quoties a me profertur, vel mente concipitur, necessario esse verum.
나다, 내가 있다.라는 명제를 말하거나 생각할 때 필연적으로 참이 된다.

### 철학 원리
1644년 데카르트는 라틴어로 된 《철학 원리》를 출간하였다. 이 책에서 코기토 에르고 숨은 1부 7장에 수록되어 있다.
(라틴어:) Sic autem rejicientes illa omnia, de quibus aliquo modo possumus dubitare, ac etiam, falsa esse fingentes, facilè quidem, supponimus nullum esse Deum, nullum coelum, nulla corpora; nosque etiam ipsos, non habere manus, nec pedes, nec denique ullum corpus, non autem ideò nos qui talia cogitamus nihil esse: repugnat enim ut putemus id quod cogitat eo ipso tempore quo cogitat non existere. Ac proinde haec cognitio, ego cogito, ergo sum, est omnium prima & certissima, quae cuilibet ordine philosophanti occurrat.
우리가 즐길 만한 최소한의 의심까지도 모두 거부하는 동안, 그리고 그것이 거짓이라고 상상하는 동안, 우리는 쉽게 신이나 하늘, 신체까지도 없다고 가정할 수 있으며, 우리 스스로에 대해서도 손이나 발, 그리고 마침내 몸 자체가 없다고 생각할 수 있다. 그러나, 우리는 같은 방식으로 가정할 때 이러한 것들이 진실일까에 대해 의심하는 동안, 매 순간 그러한 의심을 하는 생각이 있다는 것을 부정할 수는 없다. 말하자면, 이러한 나는 생각한다. 그러므로 나는 존재한다.라는 지식은 철학에서 주어지는 가장 확실한 제1의 지식이다. 

데카르트는 책의 각주에서 위의 문단에 대해 "우리는 의심하고 있는 동안 우리의 존재를 의심할 수 없고, 이것이야말로 우리가 주어진 철학에서 얻는 제1의 지식이다."라고 부연하고 있다.

### 기타 형태
코기토 에르고 숨은 때때로 dubito, ergo cogito, ergo sum 두비토, 에르고 코기토, 에르고 숨[*]으로 제시된다. 이 완전한 형식의 명제는 프랑스의 문학 비평가 앙투안 레오나르 토마가 1765년 소논문에서 제시한 것이다. 그는 프랑스어로"Puisque je doute, je pense; puisque je pense, j'existe." 라고 썼으며, 이를 옮기면 다음과 같다. "나는 의심한다, 그러므로 나는 생각한다. 그러므로 나는 존재한다."

## 선례
코기토 에르고 숨이 데카르트의 명제로 널리 알려져 있기는 하지만, 이와 같은 생각을 그가 처음 한 것은 아니다. 플라톤은 "지식 중의 지식"이라는 말로 이와 비슷한 생각을 펼쳤고, 아리스토텔레스는 《니코마코스 윤리학》에서 다음과 같은 글을 남겼다.
…… 만일 어떤 사람이 스스로가 보는 것을 자각하고, 스스로가 듣는 것을 자각하고, 스스로가 걷는 것을 자각하고, 여타의 모든 사람의 행위를 자각한다면, 그것은 스스로의 존재를 자각하는 것이다. ……— 《니코마코스 윤리학》 1170a25 ff

히포의 아우구스티누스는 《신국》에서 시 (…) 팔로르 숨(Si […] fallor, sum)이라는 명제를 서술했는데, 이는 "그렇다, (…) 내가 실수한 것이라고 하여도, 나는 존재한다."라는 뜻이다. 아우구스티누스는 《편람》에서 한 발 더 나아가 사람은 언제나 진실하지 않을지라 하더라도 실수와 오류도 함께 겪으면서 존재한다고 썼다. 아랍의 철학자 이븐 시나도 〈날으는 사람〉에서 인간의 자각에 대한 사고 실험을 한 바 있다.

## 해석
데카르트 이전에도 자기 인식과 존재에 대한 여러 선례가 있었다. 히포의 아우구스티누스의 경우 "실수한다 하여도 나는 존재한다."는 명제를 신의 존재를 논증하기 위해 사용하였다. 데카르트의 명제가 이것과 구분되는 지점은 데카르트의 경우 더는 신의 존재를 논증하기 위해 이 명제를 사용한 것이 아니라, 신이 부여한 인간의 능력을 갖추고 확실한 지식에 도달할 수 있다는 관점에서 사용되었다는 것이다. 데카르트의 코기토는 신이나 자연으로부터 독립된 "주체"로서의 존재를 의미한다.

## 코기토에 대한 비판
코기토에 대한 많은 비판이 지금까지 제기되어왔다. 맨 처음 살펴볼 것은 바로 “나는 생각한다”와 “나는 존재한다”라는 두 명제의 본성을 통한 비판이다. 이것은 삼단 논증의 제1명제와 결론명제에 해당하는 것으로, 이와 같은 제2명제를 도출해 낼 수 있다. “사고를 소유한 어떠한 것이라도 존재한다”
이 명제는 스스로 증명될 수 있는 것이며 따라서 부정의 방법에 의해 부정될 수 있는 성질의 것이 아니다. 이는 이러한 형태의 명제는 모두 참이기 때문이다: “F를 소유한 것은 어떠한 것이든 존재한다.” 이러한 방식을 사용하는 비판자들은 부정의 방법이 통하지 않는 명제가 추가로 더 존재한다는 점에 주목하는 것 같다. 그러나 부정의 방법 안에서 사고의 소유자는 의심할 바 없이 그 방법을 사용하는 성찰자일 수밖엔 없다. 한데 데카르트는 이런 식으로 방어하려 들지 않는 것 같다: 우리가 이미 보았듯 그는 실제로 요구된 나머지 명제가 존재한다는 것을 인정하는 것에 의해서만 비판에 반응할 것이다. 그러나 코기토를 부정하는 것 역시 삼단 논법으로 이뤄진 것이다. -->
아마도 좀 더 적절한 논쟁은 데카르트가 ‘나’라고 지칭한 것이 정당화될 수 있는가에 초점이 맞춰진 것이다. 버나드 윌리엄의 논문 <데카르트, 순수 학을 위한 기획>은 이 문제의 역사와 그에 대한 평가를 다루고 있다. 그 주된 목적은 게오르크 리히텐베르크에 의한 평가대로 사고하는 실재를 뒷받침하는 것이라기보단 데카르트는 다만 이렇게 말했어야 했다는 것에 있다: “어떠한 사고가 행해지고 있다.” 즉 코기토의 힘이 어떠하든지 데카르트는 거기서부터 너무 많은 것을 뽑아냈다는 것이다: 사유하는 것의 존재, 즉 “나”로 지칭되는 것을 코기토가 정당화하기에는 무리가 있다.

### 버나드 윌리엄의 비판
윌리엄은 신중하고도 철저하게 이 주제에 대하여 사고실험을 한다. 그는 먼저 사고하는 것의 존재를 느끼는 것은 다른 어떤 것과의 상호작용(relativising) 없이는 불가능하다고 논증한다. 이 어떤 것은 사유하는 자, 곧 나를 요구하지 않는 것처럼 보인다. 그러나 윌리엄은 각각의 가능성을 모두 타진해보고, 어떠한 작업을 수행하는 주체 없이는 그는 결국 데카르트는 그의 정식을 정당화해냈다고 결론짓는다.
코기토에 대한 두 가지 논증이 모두 실패하는 동안, 다른 방안이 윌리엄에 의해 나타나게 된다. 그는 우리가 사유에 대해 말할 때나 우리가 “나는 생각한다”고 말할 때 우리는 문법적으로 3인칭의 관점에서 우리를 바라보게 된다는 점을 지적한다; 실제로 앞의 경우에는 사유한다는 것이 목적어로써 쓰였고, 뒤의 경우에는 생각하는 자가 목적어로 취급된다.
그런데 우리는 어떠한 자기 반성 또는 우리의 의식의 경험을 통해서도 삼인칭 사실이 실재한다는 결론으로 나아갈 수 없다. 그것을 확인하는 데 사유는 필연적으로 불충분하며, 데카르트가 인정했던 것처럼 그가 가진 의식이 홀로 존재한다는 사실 이외에는 다른 어떠한 증거도 추출될 수 없다.

### 쇠렌 키르케고르의 비판
키르케고르는 코기토에 대한 하나의 비판적 응답을 주었다. 그는 코기토는 나의 존재를 이미 전제하기에 그러므로 존재와 함께 결론을 내리는 것은 논리적으로 빈약하다고 주장한다. 만약 사람이 나는 생각한다는 전제를 2개 이상 전제들로 추론한다면 키르케고르의 주장이 더욱더 명료할 수 있다.
"X"는 생각한다
나는 그 "X"이다
그러므로 나는 생각한다
그러므로 나는 존재한다

여기서 "x"는 생각하는 존재로부터 나를 명확하게 하기 위하여 사용하는 가주어이다.
여기서 코기토는 생각하는 바로 그것으로서 나의 존재를 이미 전제하고 있다. 키르케고르에 있어서 데카르트는 하나의 개념의 내용을 단순히 발전시키는 것이다. 즉 이미 존재하고 있는 내가 생각하는 것이다. 키르케고르는 코기토의 가치는 논리적 논증이 아니라 오히려 그것은 심리적 호소라고 주장한다. 즉 하나의 사상은 그 사상을 생각하기 위하여 존재하는 어떤 것을 가져야만 한다는 것이다. 나는 존재하지 않는다고 생각하는 것은 심리적으로 어려운 것이다. 그러나 키르케고르의 주장처럼 논증의 적절한 논리적 흐름이란 존재한다는 것은 발생할 것을 생각하기 위하여 이미 추론되거나 전제되는 것이지 존재한다는 것이 생각하는 것으로부터 결론되지는 않다는 것이다.

## 파생
부산대학교 인문학연구소에서 발간하는 학술지 《코기토》와 도서출판 길에서 출간하고 있는 '코기토 총서'(고전 번역 총서)는 이 명제의 앞 낱말 cogito에서 따온 것이다.

## 같이 보기
- 이븐 시나의 날으는 사람
- 라틴어 문구 목록
- 유아론